# يوميات الامتنان

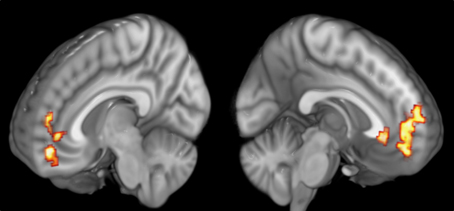

يوميات الامتنان هي يوميات لأشياء يكون المرء شاكرا لها. ويستخدمها الأفراد الذين يرغبون في تركيز اهتمامهم على الأشياء الإيجابية في حياتهم.
وقد اكتسب الشعور بالتقدير أو الشكر الكثير من الاهتمام في مجال علم النفس الإيجابي. وقد وجدت بعض الدراسات أن الأشخاص الذين يشكرون عادة يكونون أكثر سعادة من أولئك الذين لا يشعرون بالامتنان. وعلاوة على ذلك، تشير الدراسات إلى أن مشاعر الامتنان قد تكون حتى لها فوائد عقلية وبدنية، ويسعى علم النفس الإيجابي إلى تطوير طرق يمكن بها تعزيز مستويات الامتنان باستمرار. وعلاوة على ذلك، يمكن أن يساعد الشعور بالامتنان على تخفيف أعراض الاكتئاب.

## النتائج التجريبية الرئيسية
وجدت إحدى الدراسات البحثية المبكرة حول الامتنان والتي قام بها إيمونز وماكولوف أن «عد النعم» قد أدى إلى تحسن الأداء النفسي والجسدي. وكان المشاركون كتبوا أسبوعيا عن خمسة أشياء كانوا ممتنين لها، أكثر تفاؤلا إزاء الأسبوع القادم والحياة ككل، وقضوا المزيد من الوقت في ممارسة الرياضة، وظهرت عليهم أعراض مرض بدني قليلة. وأفاد المشاركون الذين حافظوا على يومية الامتنان عن التأثير الإيجابي، والحماس، والعزيمة.. كما أن من المرجح أن تساعد الآخرين وتحرز تقدما نحو تحقيق أهدافهم الشخصية. وبالنسبة لعينة من البالغين المصابين بأمراض عصبية عضلية، فإن كتابة عبارات الامتنان اليومية لمدة ثلاثة أسابيع من شأنه أن يؤدي إلى زيادة التفاؤل بشأن حياة المرء، والنوم لفترة أطول وأكثر إنعاشا، والعواطف الإيجابية، والشعور بقدر أعظم من التواصل مع الآخرين. وإجمالا، فإن المشاركين الذين يقومون بكتابة عبارات شكر أسبوعية أو يومية يتمتعون بفوائد نفسية وجسدية أكبر مقارنة بالمشاركين الذين لم يقوموا بذلك.
وعلاوة على ذلك، يمكن أن تبدأ الآثار الإيجابية للامتنان منذ الطفولة. وقد بينت دراسة أجرتها منظمة فروه وسيفيك وإمونز في عام 2008 آثار نظرة شاكرة على الرفاه الذاتي ل 221 مراهقا مبكرا في الصف السادس والسابع. ولقد طلب من الأطفال «أن يحسبوا نعمتهم» وأن يخصصوا بعض الوقت يوميا لسرد ما كانوا ممتنين له. وقد وجدت النتائج أن تقدير نعمة المرء كان مرتبطا بمشاعر الامتنان والتفاؤل والرضا عن الحياة، وانخفاض التأثير السلبي. وعلاوة على ذلك، فإن إظهار الامتنان يرتبط بالرضا الطويل الأجل عن التجربة المدرسية.

## تطبيقات
وفي ضوء المجموعة المتنامية من الكتابات عن فوائد الامتنان، حقق العديد من الباحثين أيضا في كيفية تعظيم هذه الفوائد. وقد وجهت إحدى الدراسات التي تحقق في فعالية عدد من التدخلات المتعلقة بالسعادة المشاركين بأن يكملوا يوميات الامتنان مرة أو ثلاث مرات في الأسبوع. وأشارت النتائج إلى أن عبارات الامتنان الأسبوعية أدت إلى زيادة كبيرة في السعادة، بيد أن عبارات الامتنان التي كانت تكتب كل 3 أسابيع لم تحقق ذلك.
ويختلف الباحثون حول ما إذا كان من المفيد أكثر أن نحافظ على عبارات الامتنان بشكل يومي أو أسبوعي. وتشير بعض الدراسات إلى أن عبارات الامتنان اليومية تنتج زيادات أكبر في مستويات الامتنان الإجمالي مقارنة بالأسبوعية.
وبالإضافة إلى ذلك، خلصت معظم الدراسات التي تحقق في الامتنان إلى أن إدراج 3-10 بنود في كل دفتر مذكرات يويمي للامتنان يحقق أكثر النتائج فائدة. وفي حين أن غالبية البحوث لا يكتب فيها سوى ثلاثة أشياء في دفتر اليومية لكل مدخل، فقد خلصت بعض الدراسات إلى أنه حتى كتابة 10 بنود في كل مدخل، فإن ذلك يسفر عن نتائج إيجابية. بيد أن الباحثين يقترحون أن كتابة عدد أكبر مما ينبغي من العناصر في كل مدخل (أكثر من 10) لن يعود في الواقع بالفوائد النفسية. ومع تسجيل عدد أكبر من البنود، فإن مهمة الكتابة في يوميات الامتنان قد تصبح مملة جدا. عالم النفس روبرت أ. يعتقد إمونز أن البشر يتكيفون مع التغيرات الإيجابية بسرعة، وأن الإدخالات الكثيرة والمتكررة لن يكون لها نفس التأثيرات المفيدة كالمدخلات الأقصر والأقل تواترا.